# Glatthorn
Le Glatthorn (anciennement Damülser Horn) est une montagne autrichienne culminant à 2 133 m d'altitude dans le Vorarlberg. C'est le point culminant du massif du Bregenzerwald. Il est situé à l'ouest au-dessus du Faschinajoch, entre Damüls au nord et Fontanella, dans le Großwalsertal, au sud.
Le domaine skiable Mellau-Damüls-Faschina est situé sur le flanc nord de la montagne.